# Liliane Marchais
Liliane Marchais (24 de agosto de 1935 - 9 de abril de 2020) fue una activista comunista francesa.

## Biografía
Nacida en Malakoff el 24 de agosto de 1935, el padre de Marchais era un fabricante de herramientas, y su madre estaba desempleada. En 1961, se casó con Maurice García, miembro del Partido Comunista Francés, con quien tuvo una hija, Annie. La pareja se divorció y Liliane se casó con Georges Marchais en 1977. Tenían un hijo, Olivier. La familia vivía en Champigny-sur-Marne, un suburbio al sureste de París. 
Titular de un Certificado de estudios primarios y un Certificado de aptitud profesional, Marchais trabajó como trabajadora por cable para Compagne générale de la télégraphie sans fil en su ciudad natal de Malakoff. A los 15 años, se unió a la Union des jeunes républicains de France, que se convirtió en el Mouvement Jeunes Communistes de France. En 1952, se unió al Partido Comunista Francés y la Confederación General del Trabajo un año después. Fue ejecutiva de la Federación de Trabajadores del Metal desde 1960 hasta 1964, y sirvió en la gestión del Partido Comunista en Val-de-Marne hasta 1996. Jugó un papel esencial en el partido mientras su esposo era el líder.

## Salud y fallecimiento
Después de un derrame cerebral, Marchais dejó su hogar en Champigny-sur-Marne y se mudó a un hogar de ancianos en Bry-sur-Marne. Murió de COVID-19 el 9 de abril de 2020, a la edad de 84 años. El secretario nacional del Partido Comunista, Fabien Roussel, anunció su muerte a través de un comunicado de prensa. Fue enterrada el 16 de abril en Champigny-sur-Marne, junto a su esposo.